# Čechy (Přerovi járás)
Čechy település Csehországban, Přerovi járásban. Čechy Želatovice, Beňov, Líšná, Podolí, Hradčany és Domaželice településekkel határos. Lakosainak száma 332 fő (2024. január 1.).

## Népesség
A település lakosságának változását az alábbi diagram mutatja:
| Lakosok száma | 372  | 390  | 468  | 384  | 405  | 331  | 339  | 332  | 318  | 332  |
|               | 1869 | 1890 | 1921 | 1950 | 1980 | 2001 | 2017 | 2019 | 2022 | 2024 |